# 桑菊飲
桑菊飲出自《温病条辨》,屬辛涼解表劑，有疏风清热，宣肺止咳之效。

## 组成
桑叶（7.5克） 菊花（3克） 杏仁（6克） 连翘（5克） 薄荷（2.5克） 桔梗（6克） 甘草（2.5克） 芦根（6克）

## 用法
水二杯，煮取一杯，日二服。

## 方诀
桑菊饮用桔杏翘，芦根甘草薄荷饶，清宣肺卫轻宣剂，风温咳嗽服之消。

## 主治
风温初起。但咳，身热不甚，口微咳。

## 外部連結
- 桑菊飲 （页面存档备份，存于） 中藥方劑圖像數據庫 (香港浸會大學中醫藥學院) （中文）（英文）